# Halmstads BK
El Halmstads BK és un club suec de futbol de la ciutat de Halmstad.
El club va ser fundat el 6 de març de 1914.

## Jugadors destacats
- Niclas Alexandersson
- Rutger Backe
- Dusan Djuric
- Tommy Jönsson
- Mats Lilienberg
- Fredrik Ljungberg
- Mikael Nilsson
- Markus Rosenberg
- Stefan Selakovic
- Petter Hansson
- Michael Svensson
- Artim Šakiri
- Robert Andersson
- Tomas Žvirgždauskas
- Sharbel Touma
- David Loria
- Gunnar Heidar Thorvaldsson
- Joel Borgstrand
- Torbjörn Arvidsson

## Entrenadors destacats
- Roy Hodgson (1976-1980)
- Stuart Baxter (1988-1991)
- Tom Prahl (1996-2001)
- Jonas Thern (2001-2003)
- Janne Andersson (2004-2009)
- Lars Jacobsson (2010)
- Josep Clotet Ruiz (2011)
- Jens Gustafsson (2011-)

## Palmarès
- Campionat suec de futbol (4): 1976, 1979, 1997, 2000
- Allsvenskan (4): 1976, 1979, 1997, 2000
- Svenska Cupen (1): 1994–95